# 木下教授のサタデーナイトゼミナール
木下教授のサタデーナイトゼミナールは、RBCiラジオで毎週土曜23：30～24：00に放送しているラジオ番組。愛称はサタゼミ。

## パーソナリティ
木下博勝をメインに、放送作家キャンヒロユキ、第16代（2009年度）オリオンキャンペーンガール上條恵奈美の3人が送るエロタメ（エロとタメになる話）な番組。
準レギュラーなおぴん。（上條恵奈美が休みのときに担当）

## コーナー
オ・ト・ナ・のオープニングコント
ちょっとエッチでちょっとオトナなコントコーナー
一刀両断!木下教授お悩みゼミナール
リーポーターのジャスミンえなみが街に出て集めたさまざまな悩みを、先生に解決してもらうコーナー
サタゼミ大人の私書箱
番組へのメール、お手紙を紹介するコーナー